# Marian Oprea
Marian Oprea (Rumania, 6 de junio de 1982) es un atleta rumano, especialista en la prueba de triple salto, con la que ha logrado ser subcampeón olímpico en 2004 y medallista de bronce mundial en 2005.

## Carrera deportiva
En las Olimpiadas de Atenas 2004 ganó la medalla de plata en triple salto, tras el sueco Christian Olsson y por delante del ruso Danil Burkenya.
Al año siguiente, en el Mundial de Helsinki 2005 ganó la medalla de bronce en la misma prueba, con un salto de 17.40 metros, tras el estadounidense Walter Davis y el cubano Yoandri Betanzos (plata).